# Orașul vechi din Zamość
Orașul vechi din Zamość (poloneză: Stare Miasto w Zamościu) este cel mai vechi cartier istoric al orașului Zamość. Este unul dintre siturile Patrimoniului mondial UNESCO din Polonia (adăugat în 1992). Potrivit UNESCO, acest monument este "un exemplu remarcabil al unui oraș renascentist planificat al secolului al XVI-lea, care păstrează aspectul său original și fortificațiile, precum și un număr mare de clădiri de interes deosebit, un exemplu de amestecare a tradițiilor arhitecturale italiene și din Europa Centrală." Orașul medieval are o suprafață de 75 ha și o zonă tampon de 200 ha.
Cartierul a fost numit ca fiind unul dintre monumentele istorice oficiale naționale ale Poloniei (Pomnik historii), la data de 16 septembrie 1994. Păstrarea sa pe listă este menținută de către Consiliul Patrimoniului Național al Poloniei.

## Istorie
Zamość a fost construit în secolul al XVI-lea, în conformitate cu teoriile italiene ale "orașului ideal". Construcția acestui oraș nou a fost sponsorizată de Jan Zamoyski și realizată de arhitectul Bernardo Morando. Orașul prezintă exemple de stil renascentist, amestecând "gust manierist [...] cu anumite tradiții urbane din Europa Centrală, cum ar fi galerii cu arcade care înconjoară piețele și creează pasaje adăpostite în fața magazinelor ". 

## Geografie și monumente
Morando a proiectat orașul ca pe un plan hexagonal cu două secțiuni distincte: la vest reședințele nobililor, iar la est orașul propriu-zis, dezvoltat în jurul celor trei piețe (Piața Mare, Piața Sării și Piața Apei). 
Monumentele cheie ale Zamość-ului numără aproximativ 200 de monumente, inclusiv Piața Mare înconjurată de numeroase case cu arcade și în care se află primăria Zamość. Orașul vechi mai include Catedrala din Zamość, Sinagoga  din Zamość, Academia Zamoyska, și Palatul Zamojski. 
Orașul vechi este înconjurat de rămășițele Cetății Zamość. 

## Sit din Patrimoniul Mondial UNESCO
Comitetul Patrimoniului Mondial a adoptat Zamość ca un sit al Patrimoniului Mondial în 1992, pe baza criteriului iv - "este un exemplu remarcabil al unui tip de clădire, ansamblu tehnologic sau peisaj arhitectural sau care ilustrează o etapă importantă în istoria omenirii".